# Conyza canadensis
El erígero del Canadá o hierba carnicera, Conyza canadensis (sinónimo Erigerum canadensis), es una especie de planta con flor, herbácea de la familia Asteraceae, nativa de Norteamérica, aunque hoy se ha extendido por los cinco continentes.

## Descripción
Es una planta herbácea anual que mide 3-18 dm de altura. Su tallo es frágil de color verde, acanalado y erecto muy ramificado, con hojas lanceoladas y agudas. Las inflorescencias agrupadas en racimos de capítulos florales numerosos y hemisféricos, formando una panícula compacta y alargada.

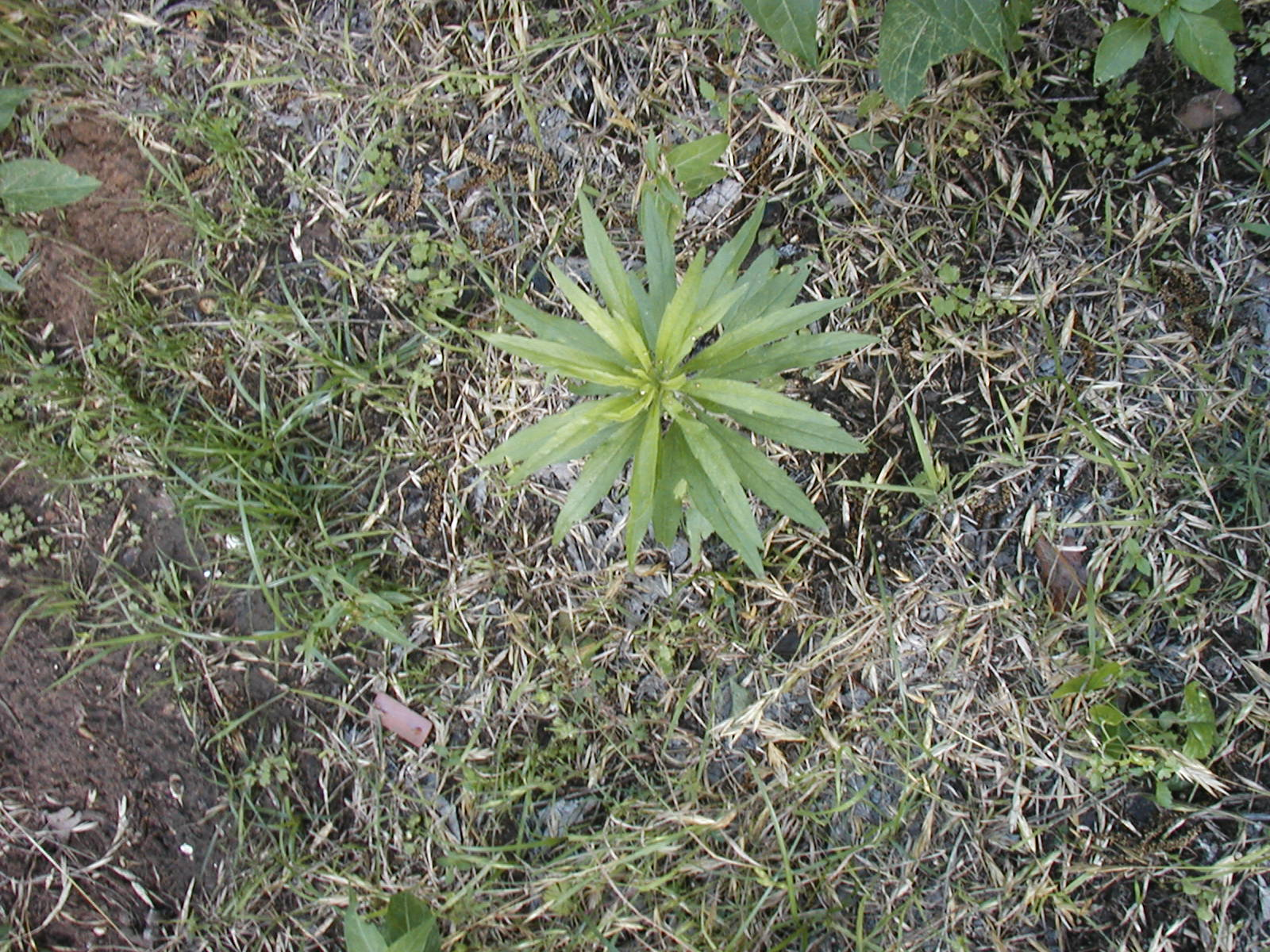

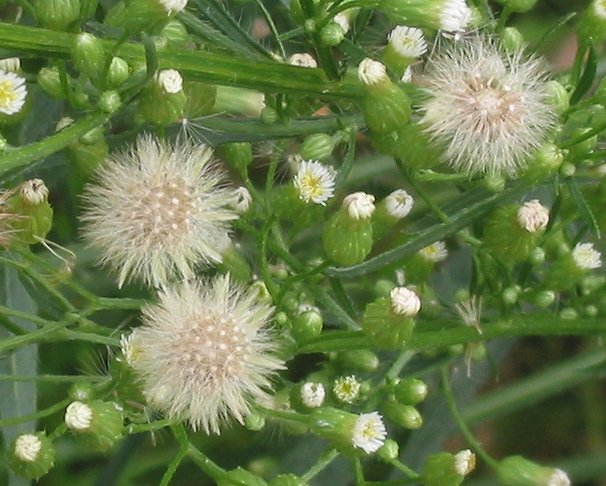

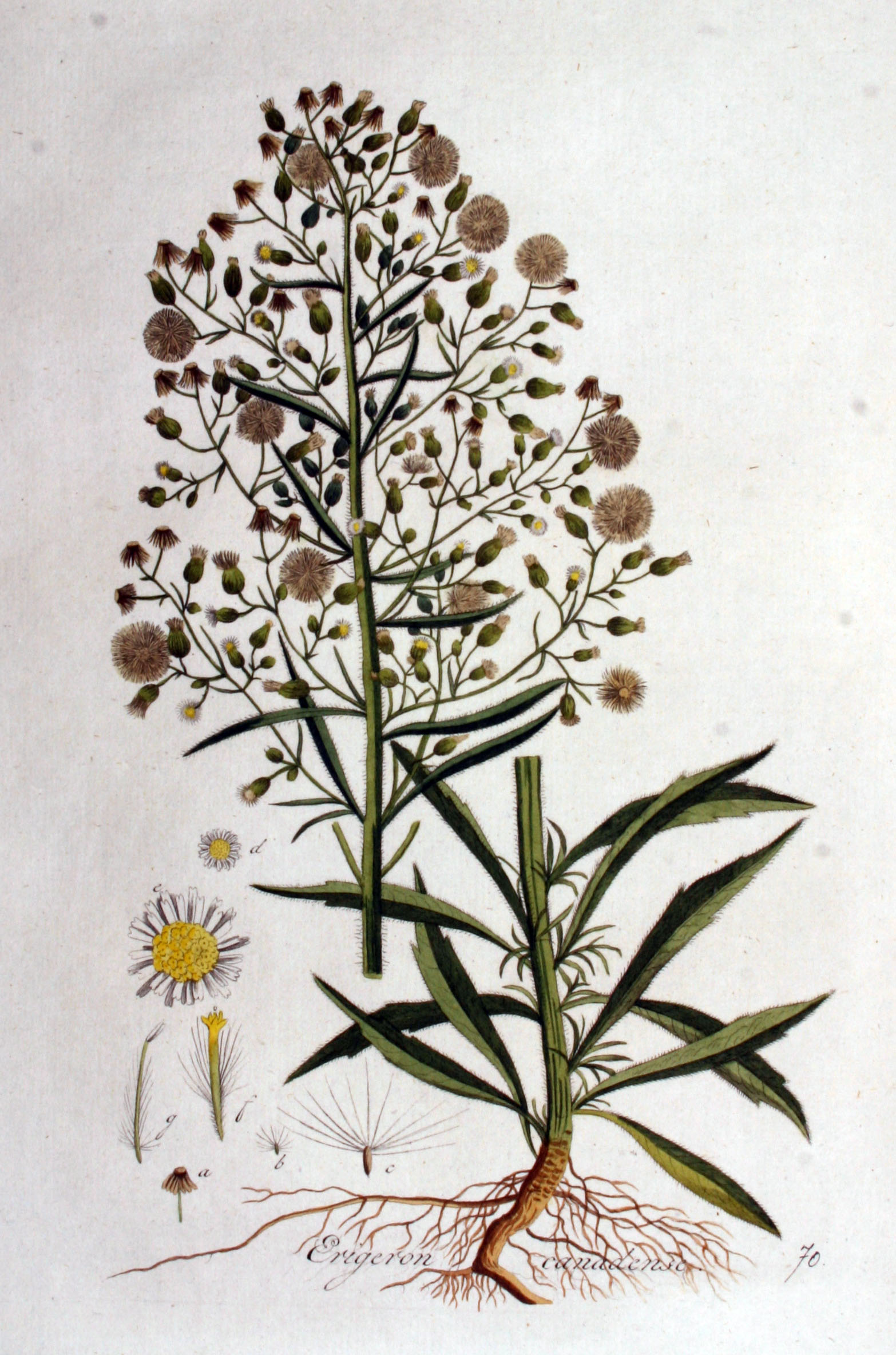
Ilustración

## Propiedades
- Por sus taninos es astringente y antidiarréico.
- Utilizado como diurético y al estimular la secreción de ácido úrico contra la gota y el reuma.
- También usado en cistitis y catarro.
- El tallo seco se puede utilizar como vara para hacer fuego por fricción. Es útil para problemas gastrointestinales, evita hemorragias gástricas.

## Taxonomía
Conyza canadensis fue descrita por (L.) Cronquist y publicado en Bulletin of the Torrey Botanical Club 70(6): 632. 1943.
Etimología
Conyza: nombre genérico que deriva del griego konops = "pulga", o konis = "polvo", refiriéndose al polvo de la planta seca que se utiliza para repeler insectos no deseados.
canadensis: epíteto geográfico que alude a su localización en Canadá.
Sinonimia
- Aster canadensis (L.) E.H.L. Krause
- Caenotus canadensis (L.) Raf.
- Caenotus pusillus (Nutt.) Raf.
- Conyza canadensis var. glabrata (A. Gray) Cronquist
- Conyzella canadensis (L.) Rupr.
- Erigeron canadense var. pusillus (Nutt.) B.Boivin
- Erigeron canadensis L.
- Erigeron canadensis f. coloratus Fassett
- Erigeron canadensis var. glabratus A.Gray
- Erigeron canadensis var. grandiflorus Schwein.
- Erigeron canadensis var. levis Makino
- Erigeron canadensis var. strictus Farw.
- Erigeron myriocephalus Rech.f. & Edelb.
- Erigeron setiferus Post ex Boiss.
- Erigeron strictus DC.
- Leptilon canadense (L.) Britton & A.Br.
- Leptilon pusillum (Nutt.) Britton
- Marsea canadensis (L.) V.M.Badillo
- Senecio ciliatus Walter
- Trimorpha canadensis (L.) Lindm.[3]
- Erigeron pusillus Nutt. [1818]
- Tessenia canadensis (L.) Bubani [1899]
- Inula canadensis (L.) Bernh. [1800]
- Erigeron ruderalis Salisb. [1796]
- Erigeron paniculatus Lam. [1779][4]

## Nombres comunes
Coniza, rama negra, crisantelmo, crisantemo, erígero, erigeron, erígeron, erigerón, erigeron del Canadá, hierba de caballo,hierba carnicera, husos, lirio compuesto, zarramaga.